# Polónyi Gyöngyi
Polónyi Gyöngyi (Budapest, 1942. április 13. – Budapest, 2012. április 16.) magyar színésznő.

## Életpályája
A Színház- és Filmművészeti Főiskola 1964-ben végzett osztályába járt, amelyben a színésznőjelöltek rögtön sztárok lettek. A főszereplő Polónyi Gyöngyi, valamint Béres Ilona, Halász Judit és Tordai Teri az Esős vasárnap című filmben tűntek fel, a film azóta is gyakran látható. Egyszerre indult a négy színésznő pályája, Polónyi Gyöngyi azonban mintegy két évtizede eltűnt a magyar színpadokról és másfajta szolgálatnak szentelte életét: az egyik pesti kórházban végzett jószolgálatot beteg, idős, elhagyott emberek mellett.
Polónyi Gyöngyi negyedikes gimnazistaként filmfőszerepet kapott, pályája elején sokat foglalkoztatta a film és a televízió. A Fűre lépni szabad és az Esős vasárnap mellett szerepelt A kőszívű ember fiai valamint a Napló szerelmeimnek című filmben is. A színésznő a diplomázása után egy évadra a Pécsi Nemzeti Színházhoz szerződött, 1965-től a Thália Színház tagja volt.
Már főiskolásként több szerepet játszott a Thália Színházban, néhány év alatt főszerepek sorát alakította, játszott erős tartású drámai nőalakokat, később inkább kisebb karakterszerepekben volt látható. Szerepei között megtalálható Reich Kató (Fejes Endre: Rozsdatemető), Irina (Csehov: Három nővér), Tóth Flóra (Bródy Sándor: A tanítónő), Maria (Hemingway: Akiért a harang szól), Melinda (Katona József: Bánk bán), Fehérvállú (Szép asszonyok egy gazdag házban), Anna (Karol Wojtyła: Az aranyműves boltja). Polónyi Gyöngyi utoljára a Thália Színházban játszott, amelynek csaknem három évtizedig tagja volt.
A Színházi adattárban regisztrált bemutatóinak száma: 55; ugyanitt húsz színházi felvételen is látható.

## Filmjei
- 1960 – Fűre lépni szabad – Kéri Juli
- 1962 – Esős vasárnap – Balázs Ági
- 1962 – Csudapest
- 1964 – Menazséria
- 1965 – A kőszívű ember fiai – Liedenwall Edit
- 1967 – Tanulmány a nőkről – Mádi Zsuzsa
- 1968 – Tigris és hiéna (tévéfilm)
- 1972 – Aranyliba (tévéfilm)
- 1973 – Karagöz (tévéfilm)
- 1980 – Tessék engem elrabolni (tévéfilm)
- 1987 – Napló szerelmeimnek
- 1988 – A védelemé a szó (tévésorozat) – Nelli néni
- 1991 – Julianus barát (tévésorozat) – Margherita